# Mjøsa
Mjøsa är Norges största insjö, delad mellan de båda fylkena Akershus och Innlandet. Arealen är 365 km², och sjön är belägen cirka 122 meter över havet. Sjön avvattnas av Vorma, en biälv till Glomma.

## Geografi
Största djup är 449 alternativt 468 meter, men det finns inofficiella mätningar som indikerar djup på uppemot 575 meter. Det är bara insjöarna Hornindalsvatnet och Salsvatnet som är djupare. Sjöns medeldjup är på 153 meter.
I Mjösa finns ön Helgøya, som med sina 18,34 kvadratkilometer är Norges största ö i en insjö.
Föroreningar tillförs till sjön via de tre större tätorterna Lillehammer, Gjøvik och Hamar runt sjön. Vattnet är annars något grönaktivt, på grund av tillskott av glaciärslam.
Den långsträckta sjön ingår i Glommas avrinningsområde via Glommas biälv Vorma, och dess största tillflöde är Gudbrandsdalslågen (se Gudbrandsdalen) i nordväst. Det årliga utflödet är 316 m³/s – motsvarande 9,9 km³/år. Tillflödet av vatten skulle teoretiskt ta 5,6 år för att fylla sjöns vattenvolym på 56 km³ helt och hållet. Røssvatnet, Norges efter volym vatten näst största sjö, har endast 15 km³ vatten.
Thomas Robert Malthus reste genom Norge år 1799 och beskrev i sin dagbok bland annat Mjøsa. Han skrev att den mycket avlånga sjön både framstår som en sjö och en flod, eftersom dess stränder definieras av bergen och vattnet fyller ut där dalen blir bredare. Nedanför Minde (Minnesund) övergår Mjøsa, enligt Malthus, i floden Vorma.